# Ниеминен, Мартин
Мартин Александр «Мартти» Ниеминен (фин. Martin Aleksander "Martti" Nieminen; 3 ноября 1891 — 29 марта 1941) — финский борец греко-римского стиля, призёр Олимпийских игр.
Мартин Ниеминен родился в 1891 году в Сало. В 1920 году принял участие в Олимпийских играх в Антверпене где завоевал бронзовую медаль. В 1921 году стал обладателем серебряной медали чемпионата мира, в 1921 и 1922 годах становился чемпионом Финляндии.